# 1515

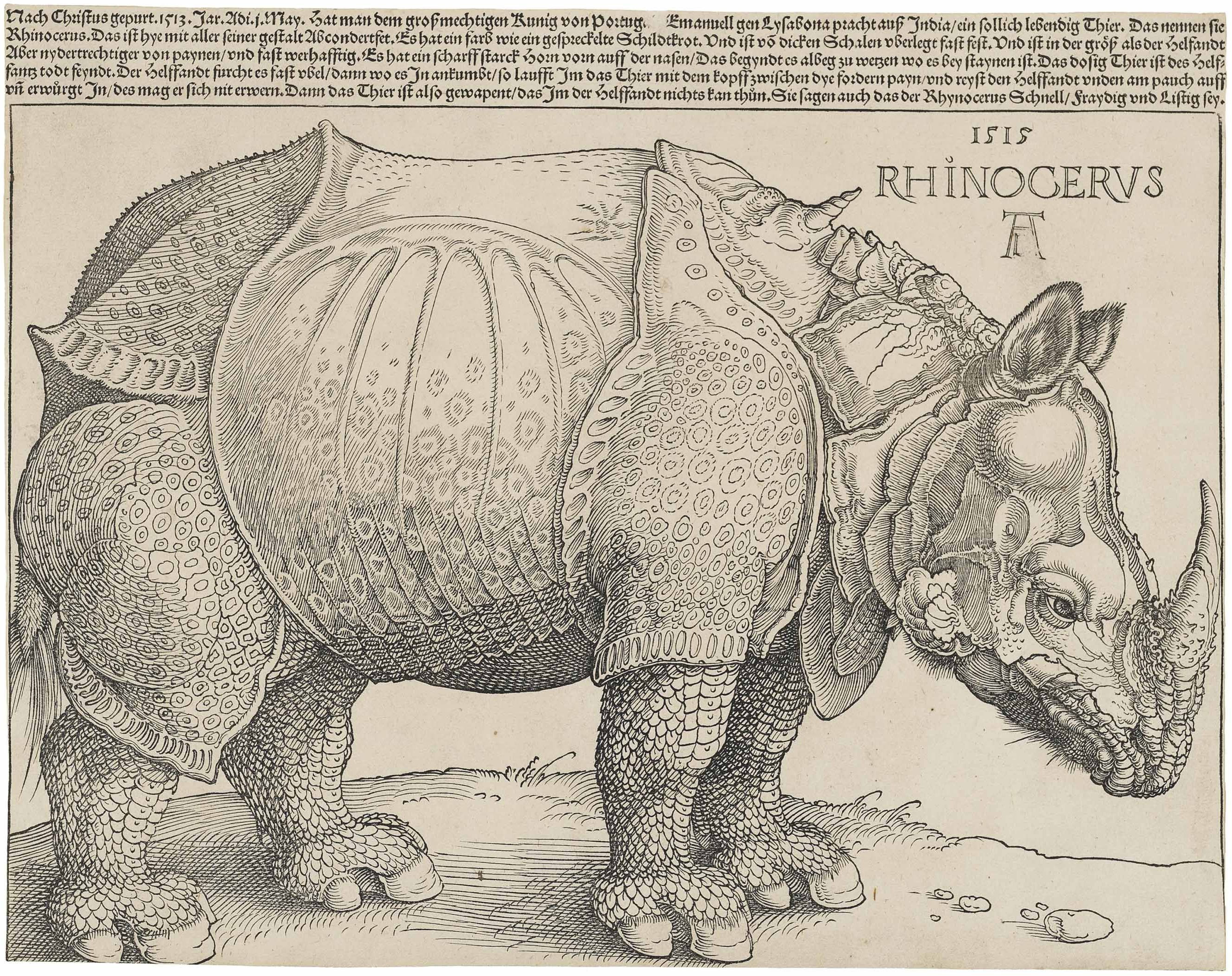
Rhinocerus, gravure van Albrecht Dürer, voorstellende de neushoorn die in 1515 in Europa aankwam

Het jaar 1515 is het 15e jaar in de 16e eeuw volgens de christelijke jaartelling.

## Gebeurtenissen
- 5 januari - Karel van Luxemburg, landsheer van de Nederlanden, wordt in een plechtige vergadering van de Staten-Generaal in het Paleis op de Koudenberg in Brussel meerderjarig verklaard en kan dus zelf het bestuur over de Nederlanden in handen nemen.
- 25 januari - Frans van Angoulême wordt te Reims tot koning van Frankrijk gekroond.
- 16 april - Huwelijk van Diana van Poitiers en Lodewijk van Brézé.
- 19 mei - De Saksische hertog Joris met de Baard doet zijn aanspraken op Groningen en Friesland voor ƒ100.000 over aan Karel van Luxemburg. Deze stelt Floris van Egmont aan als stadhouder over Friesland, doch de Friezen zoeken onafhankelijkheid, en de Fries-Hollandse oorlog breekt uit, als onderdeel van de Gelderse Oorlogen.
- 20 mei - Een neushoorn bereikt de haven van Lissabon, waarschijnlijk de eerste neushoorn in Europa voor meer dan 1000 jaar. Zie: Rhinocerus
- 3 juni - In Dordrecht wordt de 15-jarige Karel van Luxemburg ingehuldigd als graaf van Holland.
- 1 juli - De Friese hoofdelingen leggen ten overstaan van de nieuwe stadhouder Floris van Egmond de eed af op Karel van Luxemburg.
- 22 juli - Wiener Doppelhochzeit: Huwelijk tussen Maria van Oostenrijk en Lodewijk van Hongarije, en tussen Ferdinand van Oostenrijk en Anna van Bohemen en Hongarije. Hiermee worden de vorstenhuizen van Oostenrijk en Bohemen-Hongarije met elkaar verbonden, wat uiteindelijk tot samenvoeging van de rijken zal leiden.
- 12 augustus - In Kopenhagen wordt het huwelijk van Christiaan II van Denemarken en Isabella van Habsburg geratificeerd.
- 7 september - Paus Leo X geeft toestemming tot de Dijkaflaat van 1515: Karel van Luxemburg mag aflaten uitgeven waarvan de opbrengst bestemd is om de dijken in de Nederlanden te herstellen.
- 10 september - Thomas Wolsey wordt tot kardinaal gemaakt.
- 13-14 september - Slag bij Marignano: Een veldslag tussen de Fransen onder Frans I en de Zwitsers wordt in voordeel van eerstgenoemde beslist door aankomst van hun Venetiaanse bondgenoten. De Zwitsers trekken zich terug uit de Oorlog van de Liga van Kamerijk.
- 4 oktober - Frans I van Frankrijk verovert Milaan en neemt het hertogdom in.
- De Portugezen onder Afonso d'Albuquerque veroveren Hormuz.
- De bevolking van de streek Mirditë komt in opstand tegen het Ottomaanse Rijk en vormt het Vorstendom Mirdita.
- Juan Díaz de Solís gaat op zoek naar een doorvaart door of rond Zuid-Amerika en bereikt Rio de la Plata.
- Mulhouse treedt uit de Tienstedenbond en treedt toe tot het Zwitsers Eedgenootschap.
- Maria Tudor, zuster van koning Hendrik VIII van Engeland en weduwe van Lodewijk XII van Frankrijk, trouwt in het geheim (tegen de zin van haar broer) met Charles Brandon.
- Stichting van Santa María del Puerto del Príncipe, het huidige Camagüey, Cuba.
- Hendrik III van Nassau huwt Claudia van Chalon.

## Beeldende kunst

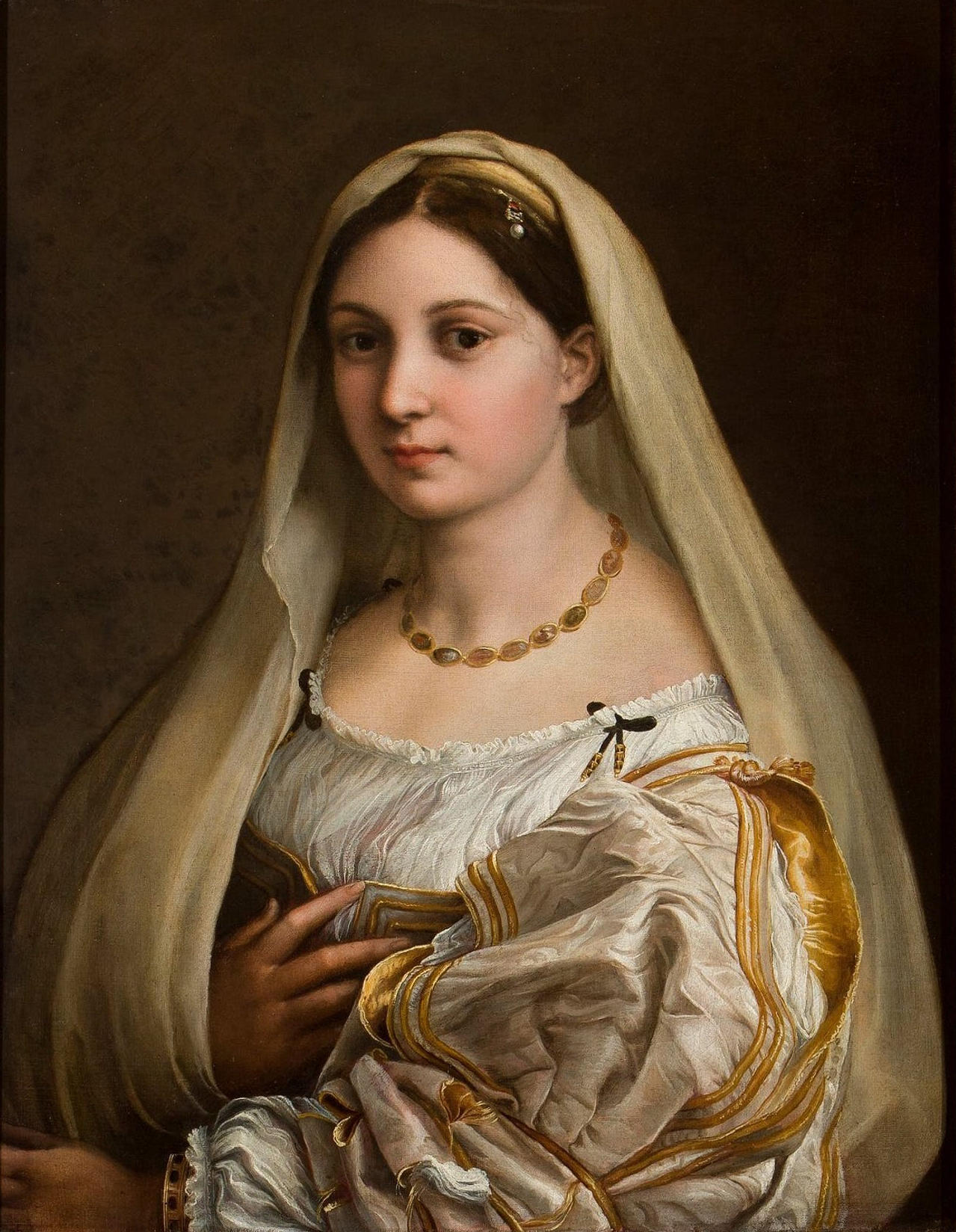
Rafaël: La Donna Velata
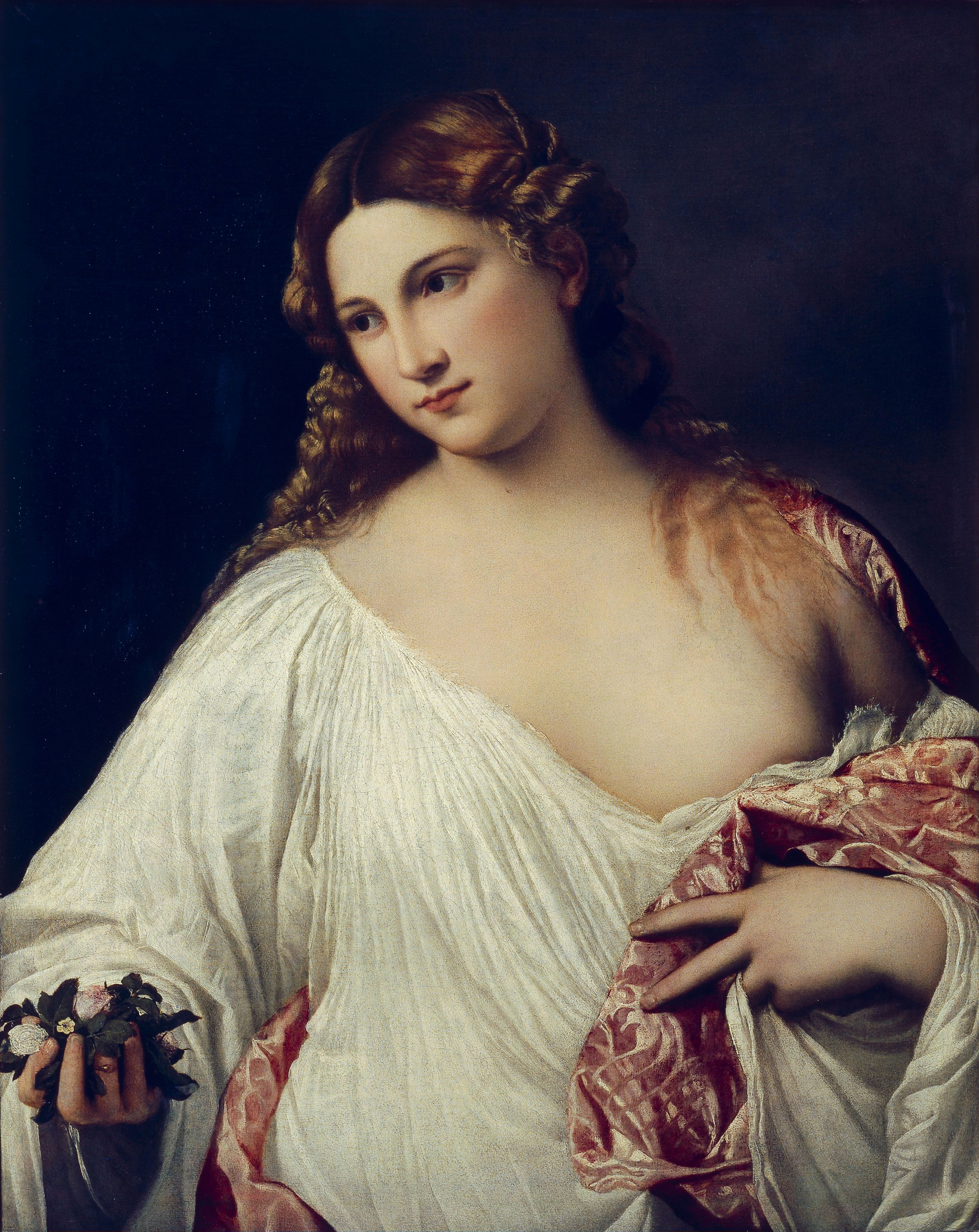
Titiaan: Flora
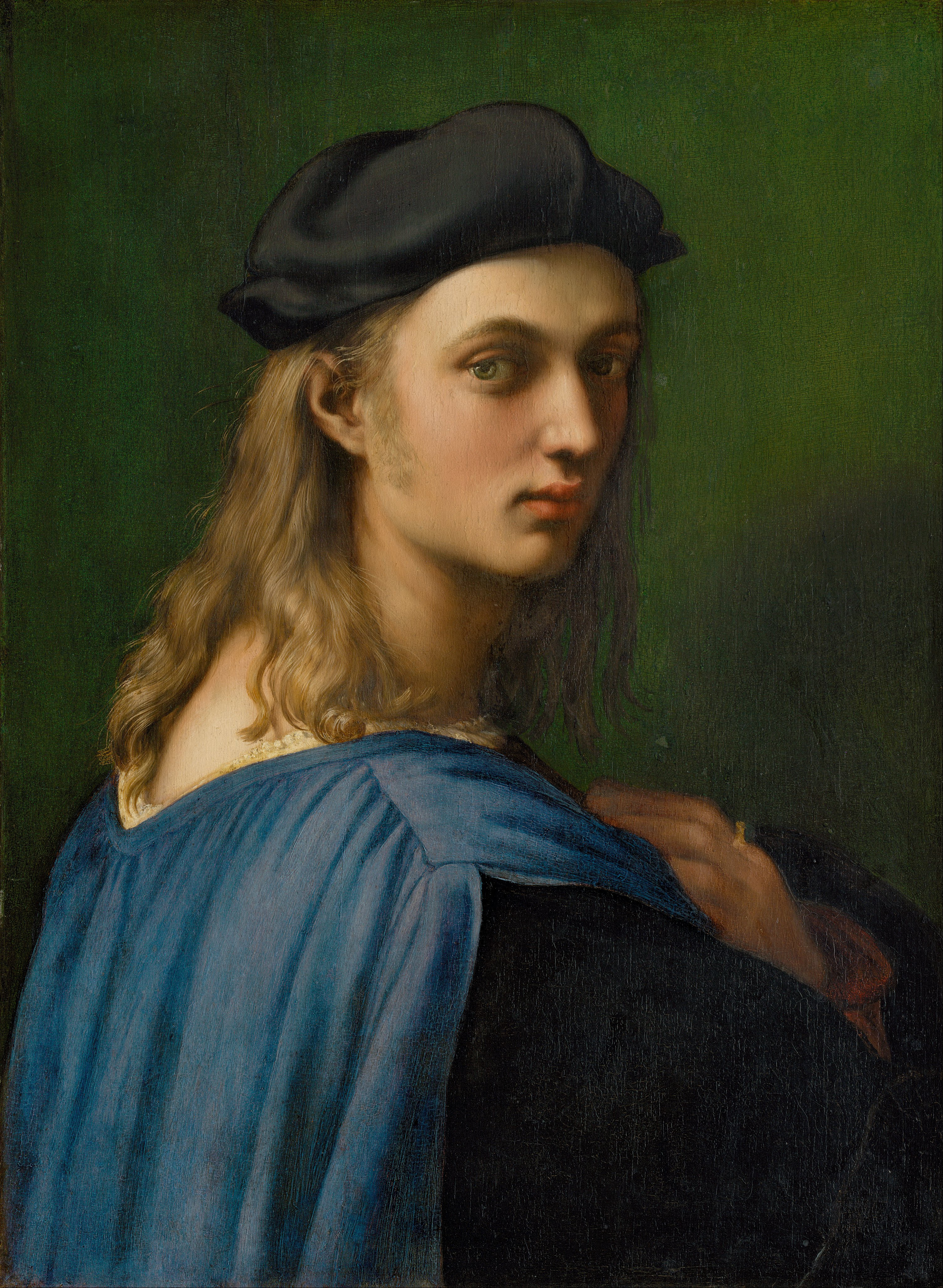
Rafaël: Portret van Bindo Altoviti
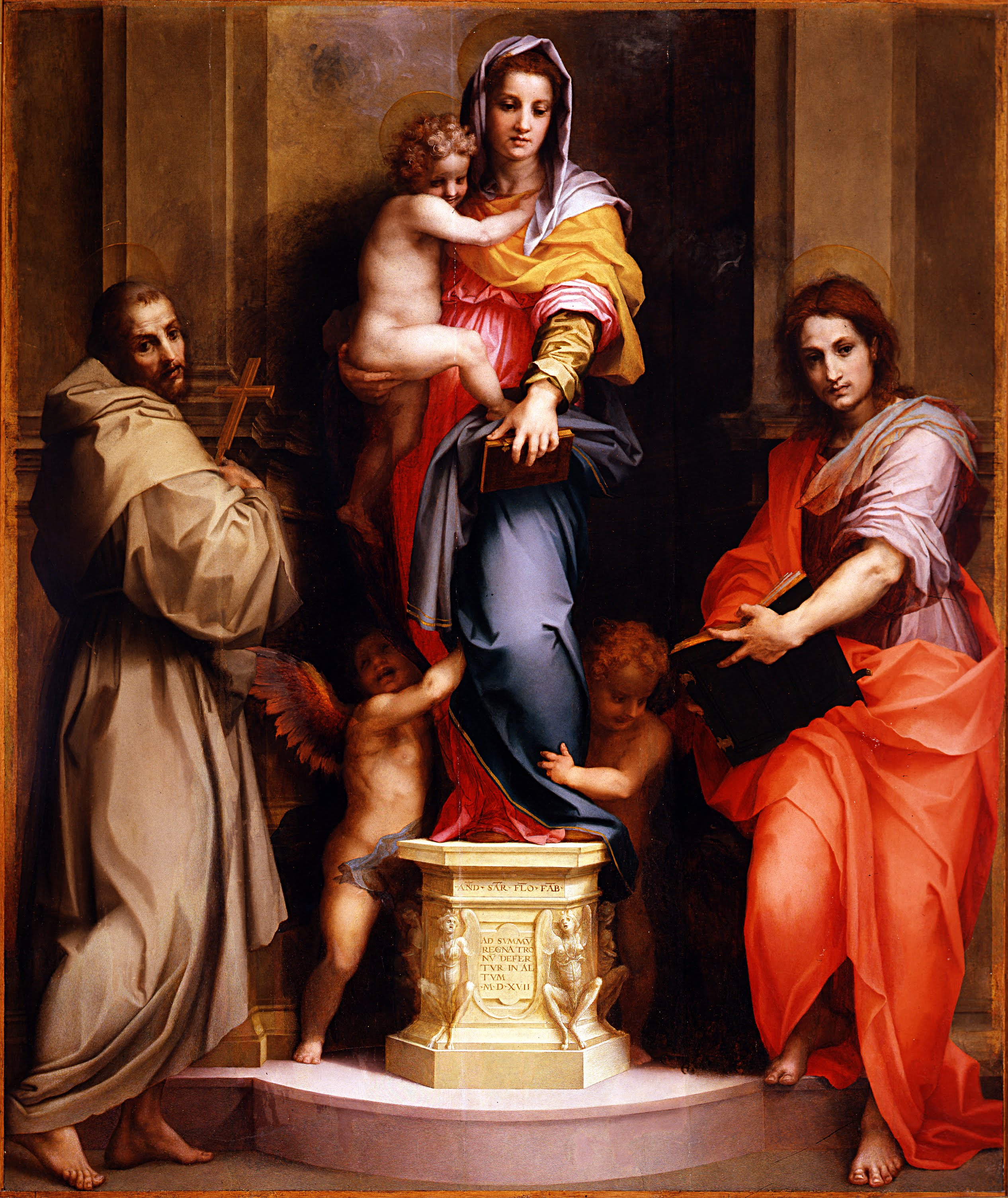
Andrea del Sarto: Madonna der harpijen
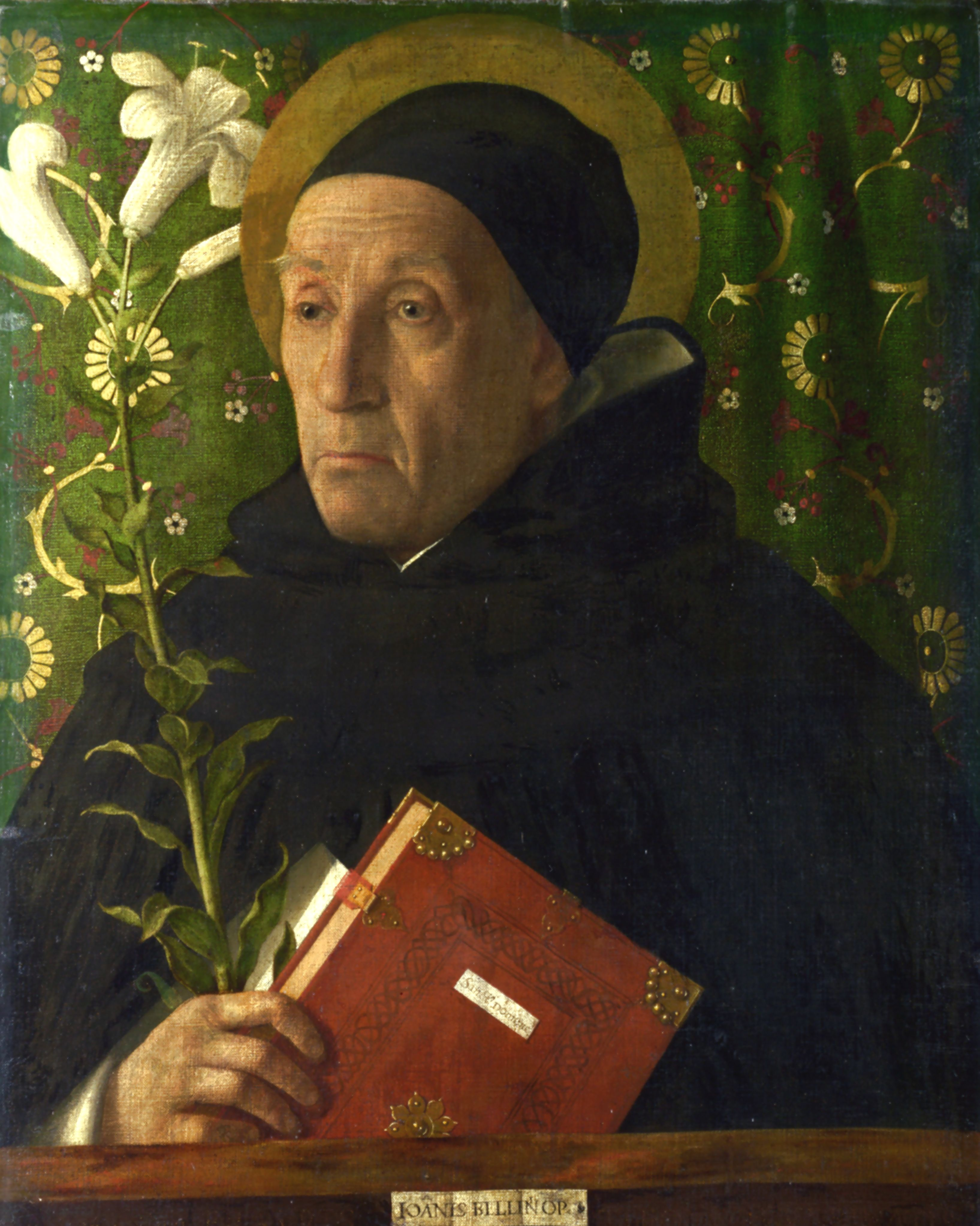
Giovanni Bellini: Portret van Fra Teodoro van Urbino als de heilige Dominicus
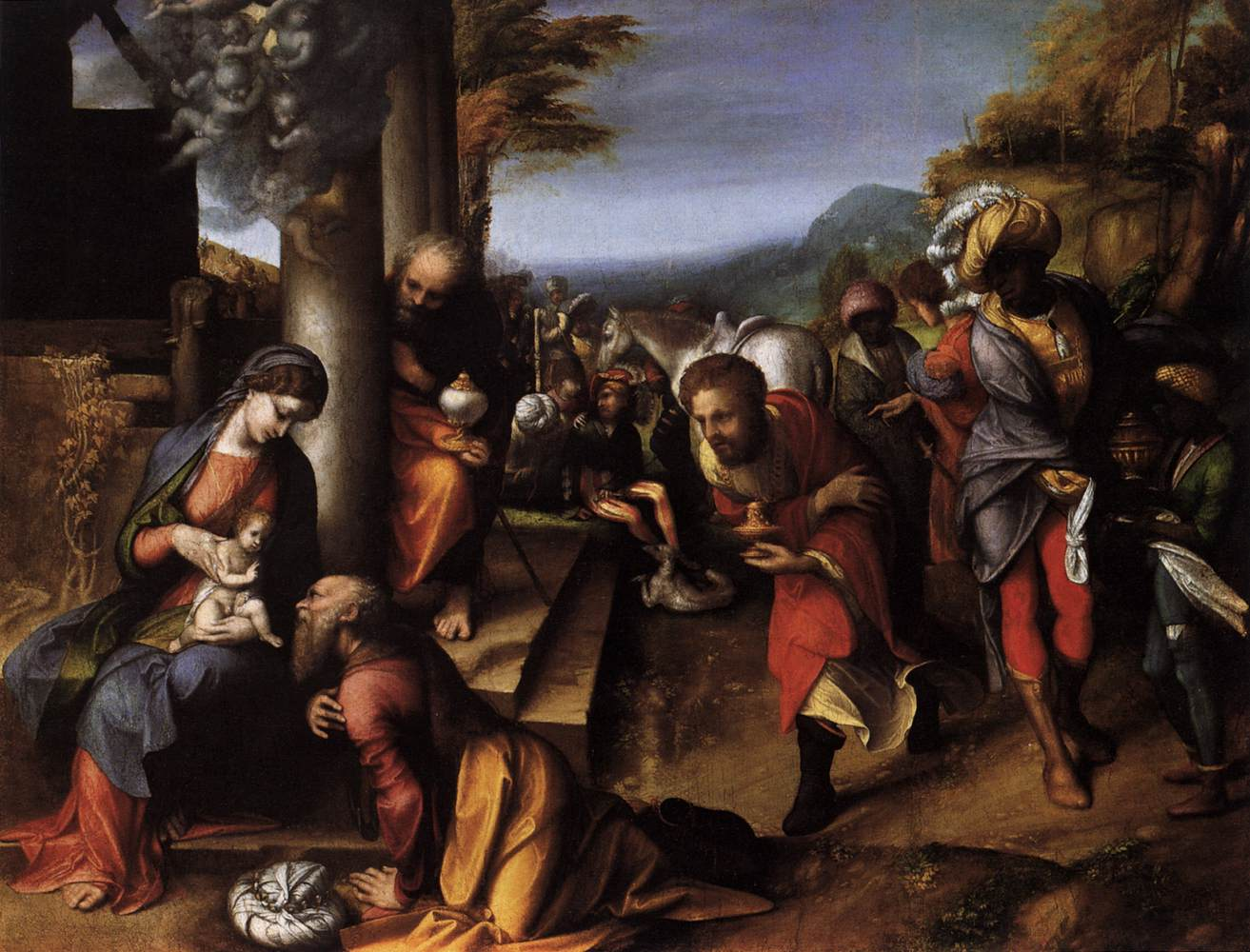
Correggio: Aanbidding door de wijzen

## Opvolging
- Acolhuacan (Texcoco) - Nezahualpilli opgevolgd door zijn zoon Cacamatzin
- Angoulême - Frans van Angoulême opgevolgd door zijn moeder Louise van Savoye
- Baden - Christoffel I opgevolgd door zijn zoons Filips I, Bernhard III en Ernst
- Brandenburg-Ansbach - Frederik I opgevolgd door zijn zoon George
- Brandenburg-Kulmbach - Frederik I van Brandenburg-Ansbach opgevolgd door zijn zoon Casimir
- Generalitat de Catalunya - Jaume Fiella opgevolgd door Esteve de Garret
- Frankrijk - Lodewijk XII opgevolgd door zijn schoonzoon Frans van Angoulême
- Holland (stadhouder) - Jan III van Egmont opgevolgd door Hendrik III van Nassau-Breda
- Krim - Meñli I Giray opgevolgd door zijn zoon Mehmed I Giray
- Megen - Adriaan van Brimeu opgevolgd door Eustaas van Brimeu
- Milaan - Massimiliano Sforza opgevolgd door Frans I van Frankrijk
- Nederlanden - Margaretha van Oostenrijk als regentes opgevolgd door Willem van Chièvres als stadhouder
- Nemours - Giuliano de' Medici als opvolger van Gaston van Foix-Nemours

## Afbeeldingen

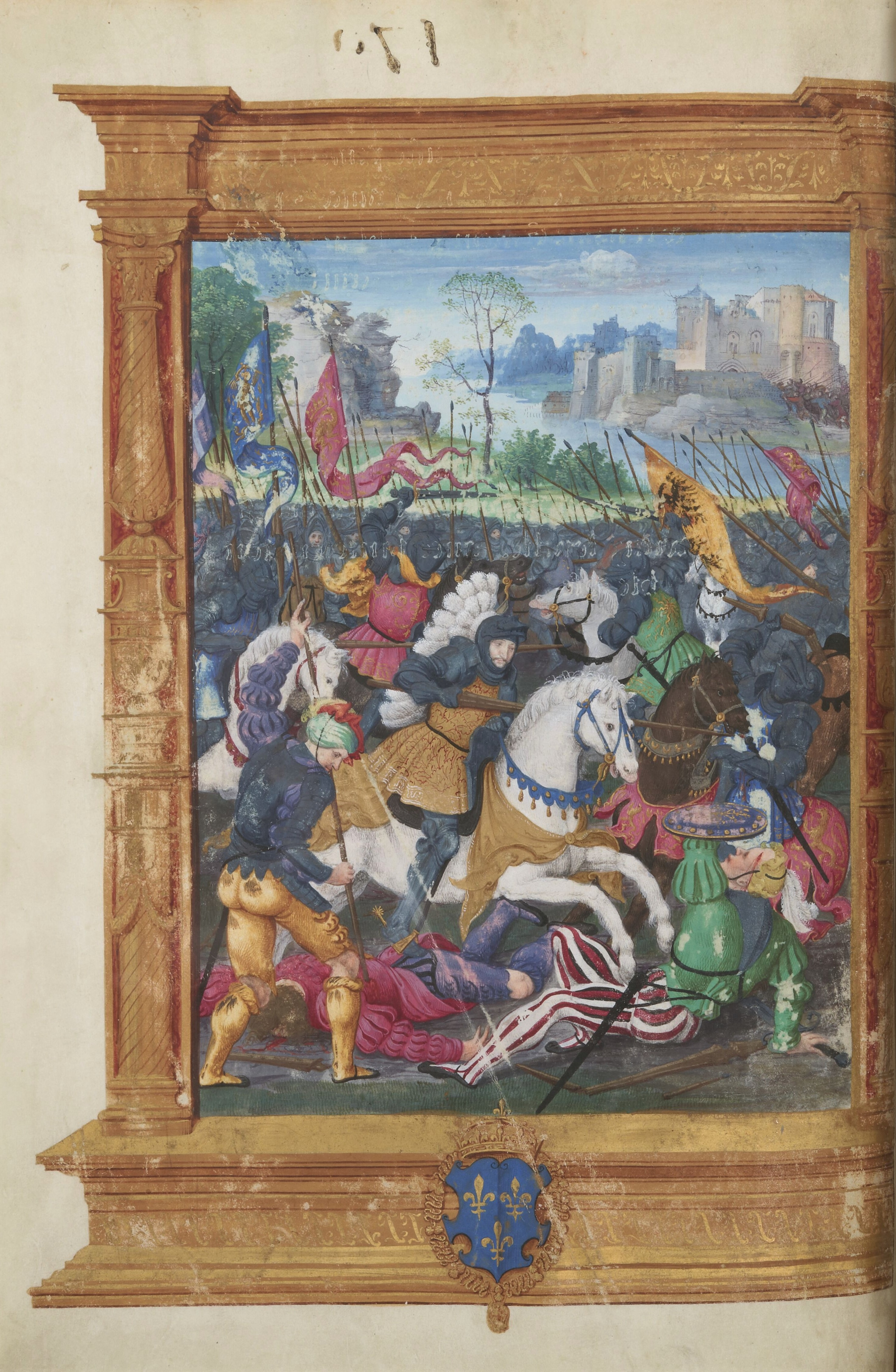
Slag bij Marignano
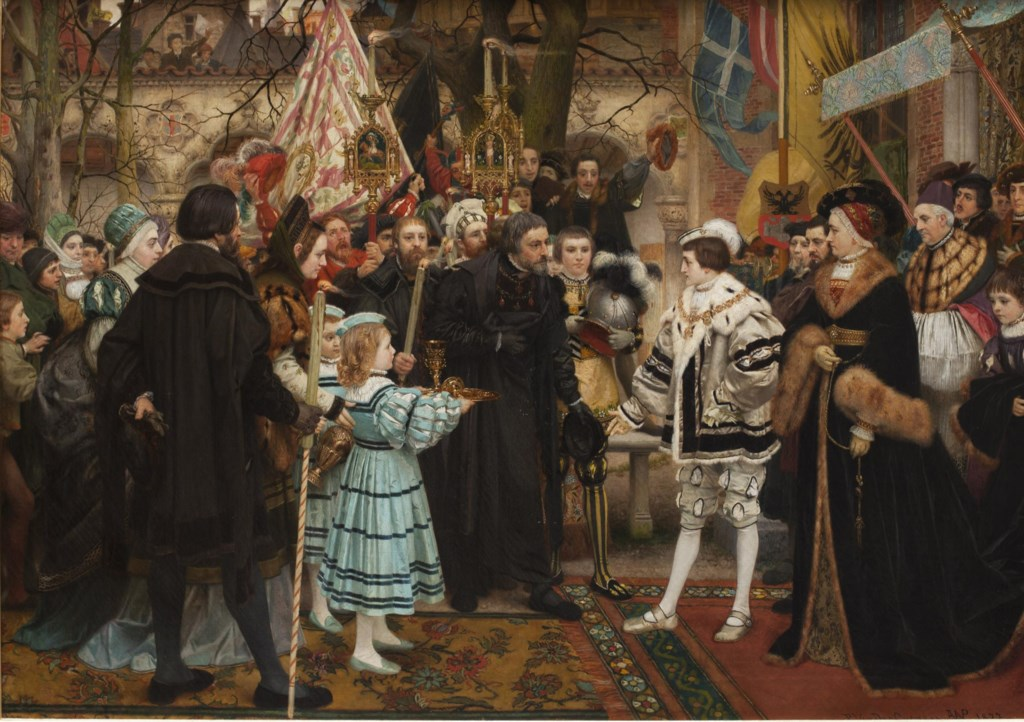
Karel van Luxemburg bezoekt Antwerpen
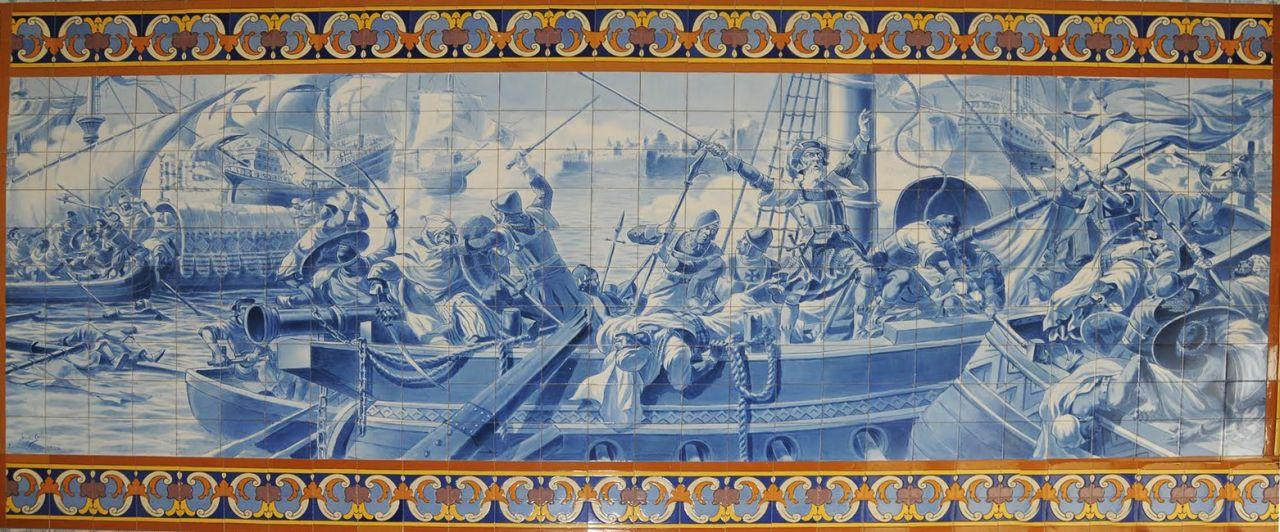
Afonso de Albuquerque verovert Hormuz
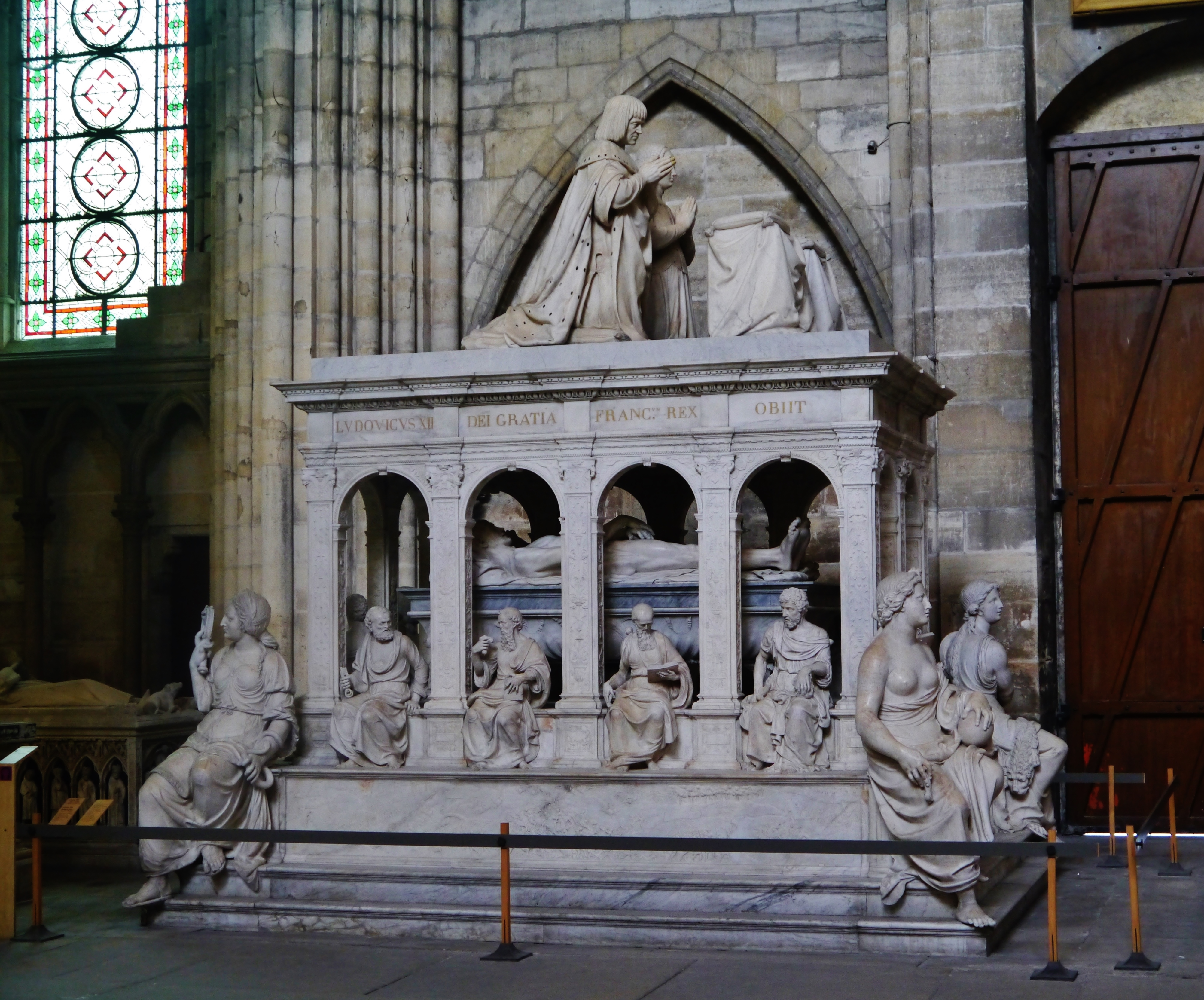
grafmonument voor Lodewijk XII
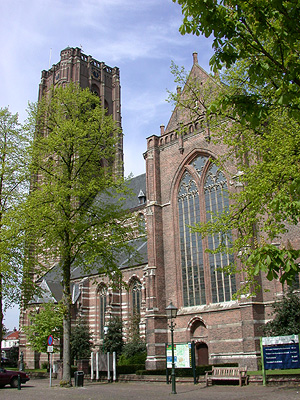
Sint-Petrusbasiliek, Oirschot (voltooid 1515)
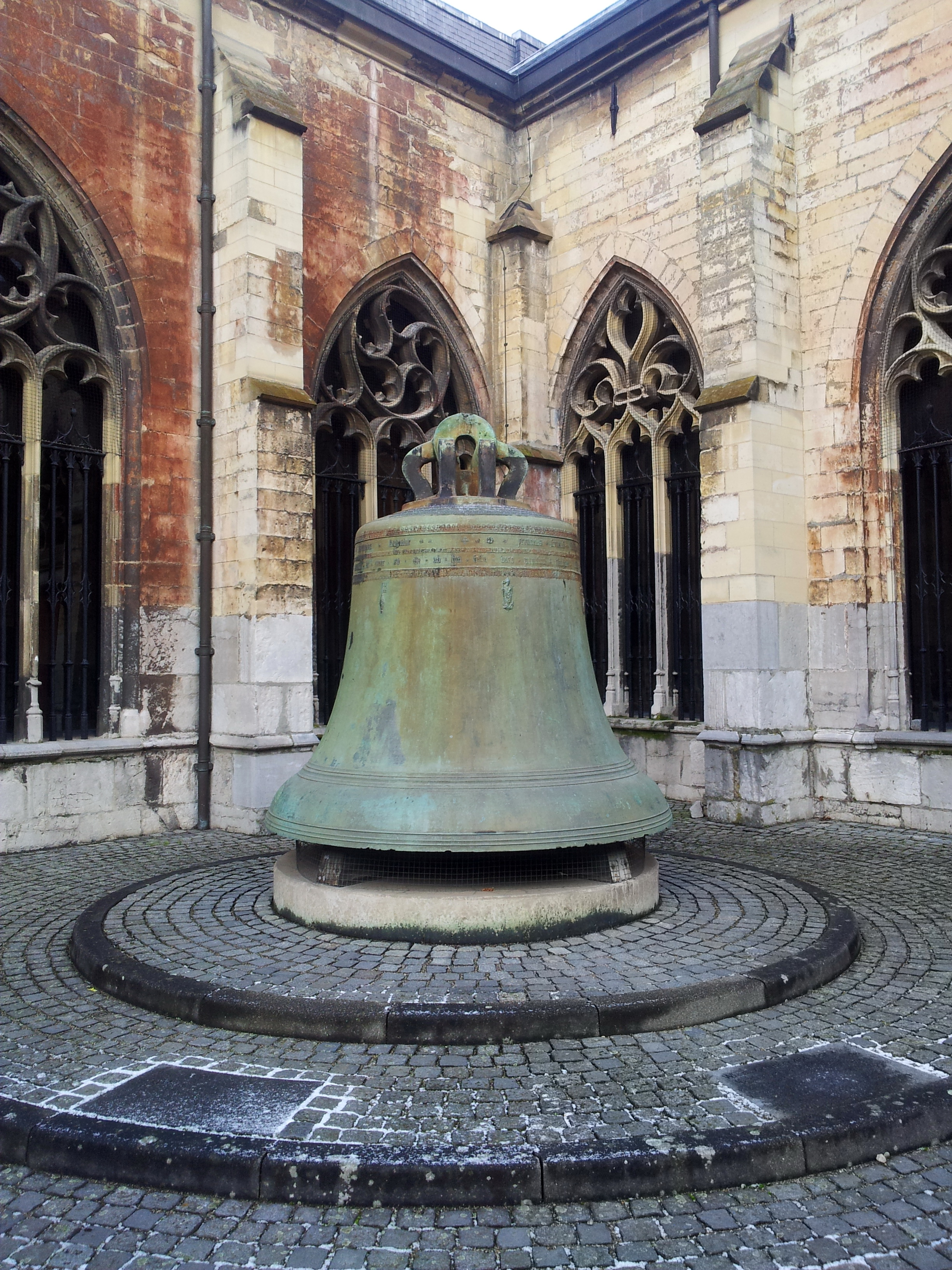
De Oude Grameer, Maastricht (gegoten 1515)

## Geboren
- 17 januari - Henry Grey, Engels edelman
- 14 februari - Frederik III, keurvorst van de Palts
- 18 februari - Valerius Cordus, Duits farmacoloog
- 28 maart - Theresia van Ávila, Spaans mystica
- 2 mei - Sybille van Saksen, Duits edelvrouw
- 12 mei - Christoffel, hertog van Württemberg
- 10 juli - Francisco de Toledo, Spaans staatsman
- 14 juli - Filips I, hertog van Pommeren-Wolgast
- 21 juli - Filippus Neri, Italiaans geestelijke
- 22 september - Anna van Kleef, echtgenote van Hendrik VIII van Engeland
- 4 oktober - Lucas Cranach de Jongere, Duits kunstenaar
- 7 oktober - Eduard van Guimarães, Portugees prins
- 15 oktober - Leone Strozzi, Italiaans legerleider
- 22 november - Maria van Guise, echtgenote van Jacobus V van Schotland
- Leenaert Bouwens, Noord-Nederlands doopsgezind leider
- Sebastian Castellio, Frans theoloog
- Catalanus, heer van Monaco
- Francisca Coya, Incaprinses
- Nicolas Denisot, Frans dichter
- Nicasius van Heeze, Nederlands katholiek martelaar
- Wolter I van Hoensbroeck, Zuid-Nederlands edelman
- Hojo Ujiyasu, Japans daimyo
- Petrus Ramus, Frans filosoof
- Jan Scheyfve, Zuid-Nederlands politicus
- Şehzade Mustafa, Ottomaans prins
- Johannes Wier, Zuid-Nederlands arts en opponent van heksenprocessen
- Josquin Baston, Zuid-Nederlands componist (jaartal bij benadering)
- Juan de la Cerda, Spaans staatsman (jaartal bij benadering)
- Jacob van den Eynde, Nederlands staatsman (jaartal bij benadering)
- Michiel Gast, Zuid-Nederlands schilder (jaartal bij benadering)
- Gerard Groenning, Zuid-Nederlands schilder (jaartal bij benadering)
- Sancho de Londoño, Spaans militair (jaartal bij benadering)
- Adolf van Holstein-Schauenburg, aartsbisschop van Keulen (jaartal bij benadering)
- Ippolita della Rovere, Italiaans edelvrouw (jaartal bij benadering)

## Overleden
- 1 januari - Lodewijk XII van Frankrijk (52), koning van Frankrijk (1498-1515)
- 5 februari - Aldus Manutius (~65), Zuid-Nederlands drukker en humanist
- 8 februari - Willem I van Hessen (48), Duits edelman
- 12 februari - Filips II van Daun-Oberstein (~52), aartsbisschop van Keulen
- 15 april - Mikołaj Kamieniecki (~54), Pools edelman
- 4 september - Barbara van Brandenburg (51), Duits edelvrouw
- 17 september - Hendrik III van Witthem, Zuid-Nederlands edelman
- 21 oktober - Wouter Despars (~60), Zuid-Nederlands handelaar en politicus
- 5 november - Mariotto Albertinelli (41), Florentijns schilder
- 2 december - Gonzalo Fernández de Córdoba (62), Spaans legerleider
- 16 december - Alfonso d'Albuquerque (~62), Portugees onderkoning van India
- 18 december - Alexander Stewart (1), Schots prins
- Thomas Butler, Engels edelman
- Claudine (~64), vrouwe van Monaco
- Hendrik III Corsselaar, Zuid-Nederlands edelman
- Mateus Fernandes, Portugees architect
- Giovanni Giocondo (~82), Italiaans geleerde en architect
- Meñli I Giray (~70), khan van de Krim
- Antoon II Keldermans, Zuid-Nederlands architect
- Pietro Lombardo (~80), Italiaans architect
- Nezahualpilli (~51), koning van Acolhuacan (1472-1515)
- Alonso de Ojeda (~50), Spaans conquistador
- Margaretha van Horne, Nederlands edelvrouw (jaartal bij benadering)